# An-Naufalijja
An-Naufalijja (arab. النوفلية) – miasto w Libii, ok. 140 km na wschód od Syrty.